# Charles Brunet
Désiré Charles Armand Brunet (* 17. Juni 1895 in Combray; † 11. Juni 1949 in Lisieux) war ein französischer Autorennfahrer.

## Karriere als Rennfahrer
Charles Brunet war in den 1930er-Jahren als Sportwagen-Rennfahrer aktiv. Sein größter Erfolg war der zehnte Gesamtrang auf einem Talbot/3.0 bei der Coppa Florio 1927 (Gesamtsieger Robert Laly im Aries/3.0). Sein Einsatz beim 24-Stunden-Rennen von Le Mans 1934 im von ihm gemeldeten Bugatti Type 55 endete nach einem Unfall vorzeitig. 

## Statistik

### Le-Mans-Ergebnisse
| Jahr | Team           | Fahrzeug        | Teamkollege | Platzierung | Ausfallgrund |
| ---- | -------------- | --------------- | ----------- | ----------- | ------------ |
| 1934 | Charles Brunet | Bugatti Type 55 | André Carré | Ausfall     | Unfall       |